# Фоллстон (Північна Кароліна)
Фоллстон (англ. Fallston) — місто (англ. town) в США, в окрузі Клівленд штату Північна Кароліна. Населення — 627 осіб (2020).

## Географія
Фоллстон розташований за координатами 35°25′46″ пн. ш. 81°30′8″ зх. д. / 35.42944° пн. ш. 81.50222° зх. д. (35.429414, -81.502178).  За даними Бюро перепису населення США в 2010 році місто мало площу 5,61 км², з яких 5,60 км² — суходіл та 0,01 км² — водойми.

## Демографія
Згідно з переписом 2010 року, у місті мешкало 607 осіб у 237 домогосподарствах у складі 179 родин. Густота населення становила 108 осіб/км².  Було 269 помешкань (48/км²).
Расовий склад населення:
| - 92,8 % — білих - 5,1 % — чорних або афроамериканців |

До двох чи більше рас належало 1,5 %. Частка іспаномовних становила 0,7 % від усіх жителів.
За віковим діапазоном населення розподілялося таким чином: 24,4 % — особи молодші 18 років, 59,6 % — особи у віці 18—64 років, 16,0 % — особи у віці 65 років та старші. Медіана віку мешканця становила 37,9 року. На 100 осіб жіночої статі у місті припадало 90,3 чоловіків;  на 100 жінок у віці від 18 років та старших — 88,1 чоловіків також старших 18 років.
Середній дохід на одне домашнє господарство  становив 57 882 долари США (медіана — 46 023), а середній дохід на одну сім'ю — 70 741 долар (медіана — 62 946). Медіана доходів становила 41 507 доларів для чоловіків та 30 048 доларів для жінок. За межею бідності перебувало 15,0 % осіб, у тому числі 27,2 % дітей у віці до 18 років та 10,2 % осіб у віці 65 років та старших.
Цивільне працевлаштоване населення становило 296 осіб. Основні галузі зайнятості: освіта, охорона здоров'я та соціальна допомога — 24,7 %, виробництво — 21,6 %, роздрібна торгівля — 19,9 %.